# Stenostrophia amabilis
Stenostrophia amabilis là một loài bọ cánh cứng trong họ Cerambycidae.